# Corbin Strong
Corbin Strong (Invercargill, 30 de abril de 2000) es un deportista neozelandés que compite en ciclismo en las modalidades de pista y ruta.
Ganó tres medallas en el Campeonato Mundial de Ciclismo en Pista, en los años 2020 y 2022.

## Medallero internacional
| Campeonato Mundial | Campeonato Mundial      | Campeonato Mundial | Campeonato Mundial      |
| Año                | Lugar                   | Medalla            | Competición             |
| ------------------ | ----------------------- | ------------------ | ----------------------- |
| 2020               | Berlín (Alemania)       | Medalla de oro     | Puntuación              |
| 2020               | Berlín (Alemania)       | Medalla de plata   | Persecución por equipos |
| 2022               | Saint-Quentin (Francia) | Medalla de plata   | Eliminación             |

## Palmarés
2021
- New Zealand Cycle Classic

2022
- 1 etapa de la Vuelta a Gran Bretaña

2023
- 1 etapa del Tour de Luxemburgo

2024
- 2.º en el Campeonato de Nueva Zelanda en Ruta
- 1 etapa del Tour de Valonia
- Giro del Veneto

2025
- Tour de Valonia, más 1 etapa
- Arctic Race de Noruega, más 1 etapa

## Resultados en Grandes Vueltas y Campeonatos del Mundo
| Carrera         | Carrera         | 2019 | 2020 | 2021 | 2022 | 2023 | 2024 | 2025 |
| --------------- | --------------- | ---- | ---- | ---- | ---- | ---- | ---- | ---- |
|                 | Giro de Italia  | —    | —    | —    | —    | —    | —    | 96.º |
|                 | Tour de Francia | —    | —    | —    | —    | 90.º | —    | —    |
|                 | Vuelta a España | —    | —    | —    | —    | —    | Ab.  | —    |
| Mundial en Ruta | Mundial en Ruta | —    | —    | —    | —    | Ab.  | —    | —    |

| —: No participó | Ab: Abandono |